# Nuadibu
Nuadibu (نواذيبو em árabe, Nouadhibou em francês: Port Étienne durante a época da colonização francesa) é a segunda maior cidade da Mauritânia e capital comercial do país. Tem uma população aproximada de 90.000 habitantes.
Encontra-se situada na costa leste de uma península de uns 75 km de comprimento, denominada Ras Nuadibu, que finaliza no Cabo Branco, em cuja margem ocidental se encontra a cidade de Lagouira, pertencente ao Saara Ocidental. Nuadibu se encontra a apenas um quilômetro da fronteira (na Convenção de Madrid de 1912, Espanha e França concordaram em situar a fronteira entre a colônia francesa da Mauritânia e as possessões espanholas sobre una línea que dividia pela metade de norte para sul da península).
A cidade foi fundada em meados do século XX pelos franceses com o nome de Port Étienne, como um porto para os buques de transporte do mineral de ferro.
A atividade econômica que emprega o maior número de pessoas é a pesca. No entanto, desde 1964, quando se finalizou a construção de um píer e uma ferrovia de 674 km até os assentamentos mineiros de Zouîrât e Fdérik, a indústria mais importante é o processamento do mineral de ferro transportado pela ferrovia desde os assentamentos mineiros.
A cidade se divide em quatro áreas principais: o centro da cidade, incluindo o aeroporto internacional; Numerowatt ao norte; a principal área residencial, Cansado, ao sul, uma cidade dormitório de Port Minéralier, no extremo sul, desde a qual o mineral de ferro é exportado.